# NieA 7
『NieA_7』（ニア アンダーセブン）は、佐藤卓哉監督の2000年制作のテレビアニメ、及び安倍吉俊とgK共著による漫画作品である。漫画版は、雑誌『月刊エースネクスト』（角川書店）にて、1999年10月号から2001年1月号まで連載された

## 概要
アニメーションはWOWOWで2000年4月26日から同年7月19日にかけてノンスクランブル放送された。放送日は水曜日、放送時間は午後6時30分から同6時58分までの28分間。全13話。漫画は全14話、単行本で全2巻。
大量の異星人が移民として移住してきた未来の日本を舞台に、地球人と異星人の少女2人の奇妙な交流を描いている。お互い逸れ者としてしか生きられない少女2人が共鳴と反発を繰り返す生活を描いた物語。
一部に陰鬱な描写もあるが、基本的にはコメディであり、安倍曰く「まゆ子とニアのやりとりと日常的な小さなエピソードの積み重ねが本質」だという。
アニメの次回予告は、毎回内容は一切紹介されず、頭にターバンを巻いたインド人風の男性がインドに関する豆知識を紹介するというものになっている。

## 設定
時代設定は近未来だが、舞台となる「東京都荏ノ嶋区・荏の花地区」には古い銭湯や商店街があり、レトロな町並みが広がる。それはいまだ見たことのない新しい世界ではなく、かつての日本の風景である。「郷愁の対象としての未来」という設定である。
銭湯のモデルは、品川区旗の台にある荏の花温泉（今は廃業）で、荏原町が舞台のようである。
作品の中で異星人達は、地球人によって階層が設定されている。主人公のニアは、最下層の「_7」（アンダーセブン）に位置する。位の高い異星人はしばしばニアを侮蔑する。最下層の者には戸籍すら与えられず、行政からも度外視される。さらに最下層の者達は社会から孤立し、スラムを作り定住する。移民を巡る問題を皮肉たっぷりに、シビアに描いている。
この作品における「宇宙人」は、同じ言語を喋り、外見もほぼ同一で、地球人に対して危害を加えたりはしない友好的な存在として描かれている。それでも地球人は、この他者に対して違和感を捨てられないという描写がしばしばなされ、「異質な他者とのコミュニケーション」という深刻な問題も描いている。
舞台となる荏の花地区にはクレーターと呼ばれる窪地がある。そこには低ランクの宇宙人が集住するスラムのような場所があり、一種の被差別地域となっている。特に宇宙人が大量に入植したと思われる巨大な「宇宙船」が沖にあり、クレーターと呼ばれる誰も近寄らないような場所もある。コンビニエンスストアの1軒もない場所であり、他の地域に住む人間たちも荏の花には近づかない様子。
この世界の日本には「宇宙人」と呼ばれる人間（地球人）とは違った知的生命体が社会に相当数いる。しかし、宇宙人といってもどうやらかなり人間化されているらしく、宇宙人同士でも日本語で会話し、宇宙のどこから、なぜ地球にやってきたのかすらわからないという有様である。沖合いには巨大な“宇宙船”なるものが存在し、そこから宇宙人は地球に入植したと思われるが、その真相は誰にもわからない。また、個人的に宇宙船でやってきた者もいるようであり、そのときに使用された小型宇宙船は人間の一部にも人気があり、コレクションしている者もいるらしい。
大学には「宇宙人学部」なる学部も存在し、宇宙人自体はかなり社会的地位を認められている。しかしながら一部には宇宙人が大量にやってきたことで失職したものもいるらしく、社会はシビアな“移民問題”を抱えている。
宇宙人の容姿も人間とさほどかわらない。特徴としては耳が人間よりも鋭角で垂れている。また一部は頬に親指大の斑点を持つ。ほとんどの宇宙人は頭の上にアンテナを持っており、妨害電波や有料チャンネル、時には海外の電波も受信できるようである。しかし「アンダー7」のランクである主人公のニアはランクが低いためアンテナを持たない。アンテナを持たない者は宇宙人社会において被差別対象となるが、アンテナを使用することはほとんど無いらしく、また取り外しも可能なため人間にはほとんど意味のない器官に思われている。また、毛髪は人間よりバラエティに飛んでおり様々な色がある。
また、宇宙人には「ランク」と呼ばれる一種のカーストが存在し、特に主人公まゆ子の住む荏の花近辺の宇宙人は低ランクのものが多く、一種のスラムである。しかしながらこれは固定化されたものではなく、何か社会的貢献を行うとランクが上昇する場合があるらしい。ランクを誰がどこでどのように決めているかは不透明である。

## ストーリー
地方の高校を卒業したまゆ子は、予備校に通うために上京した。しかし、下宿先の銭湯の自分の部屋には、すでに先客が待っていた。異星人の少女のニアである。まゆ子はこの異星人との共同生活を、不本意ながら開始する。
苦学生のまゆ子は身勝手な同居人の存在に苛立ちつつも、何とか2人の生活を必死で維持しようとする。優しい地球人や、決して悪者ではないが一癖ある破天荒な異星人達に囲まれて、2人の日々はいつも賑やかに騒々しく過ぎて行く。
ある日、ニアは突如まゆ子の元から消える。悪友を失ったまゆ子は困惑を隠せない。しばらくしてニアは帰って来る。異星人の宇宙船から電波が発信されて、それに呼び出されたらしいが、真相はよく分からない。行く場所は結局どこにも無かった。

## 登場人物
ニア
声 - 宮村優子
本作の主人公。最下層「_7」の宇宙人。一般的な宇宙人には付いているアンテナが無いため、地球人は勿論のこと宇宙人からも爪弾きにされている。まゆ子の部屋の押し入れにいつの間にか入り込み、そのまま居候している。
茅ヶ崎 まゆ子（ちがさき まゆこ）
声 - 川澄綾子／川瀬奈津弥（子供時代）
本作のもう一人の主人公。岐阜県出身の貧乏な浪人生。ただし幼い頃は荏の花に住んでいた（亡くなった父親が現下宿の「荏の花湯」のオーナーだったらしい）らしく、岐阜県民としては言葉や習俗がかなり怪しい。成績優秀でテストの点数は全国でもトップクラスだが、不器用な性格で、予備校での友達は少ない。銭湯「荏の花湯」に下宿し、浴室清掃などを手伝っている。新聞配達と洋食屋「かるちえ」でウェイトレス（ほぼ出前持ち）のバイトもしているが、給与は遅配気味。普段は大人しいが、いつも腹を空かせており、食べ物のことになると荒っぽくなる。閉店直前の店の見切り品や特売品、源蔵の差し入れの米、「かるちえ」の賄い料理などで何とか食い繋いでいる。
小松 ちあ紀（こまつ ちあき）
声 - 折笠富美子
まゆ子と同じ予備校の浪人生。重度の宇宙人オタク・PCオタクであり、独自にサイトを運営するほど没頭。常にノートパソコンを持ち歩いており、宇宙人に関して気になることがあればその場でサイト更新を行なう。勉強そっちのけのため、成績は今一つ。眼鏡っ娘で逆ナイロールの眼鏡が特徴。
樋山 言実（ひやま ことみ）
声 - 落合るみ
まゆ子の下宿先「荏の花湯」の現オーナー。大学卒業後、前オーナー（まゆ子の父）の死で常連だった「荏の花湯」が無くなると知り、買収して自らオーナーになったというほど愛着を持っている。都心部の会社OLをしながら掛け持ちで「荏の花湯」を経営しているが、経営はかなり苦しい。集客のためにイベントも行なっているが、コストがかかりすぎて赤字を出すこともある。
荏ノ嶋 モモ（えのしま モモ）
声 - 市川千恵子
「荏の花湯」の運営を任されている物静かなおばあさん。普段は番台に立っていることが多い。
吉岡 稔持（よしおか ねんじ）
声 - 菅生隆之
通称「ヨシネン」。「荏の花湯」のボイラー係であるが、オーナーの言実がOLとの掛け持ちであり、運営しているモモも高齢のため、実際の運営面にも関与しているらしい。職人気質で、口調は江戸弁。火を見ると暴走気味になる。言実とは彼女が女子大生の頃から面識があり、思いを寄せている。
わかば
声 - 小桜エツ子
「荏の花湯」で飼われている猫。
狩田 修平（かるた しゅうへい）
声 - 郷田ほづみ
まゆ子のバイト先である洋食屋「かるちえ」の店主。妻に先立たれて娘の智絵と2人暮らし。腕は確かだが、まゆ子と同様に不器用な性格のため、お店は流行らず、娘のチエにいつも小言を言われている。店は洋食屋だが、ラーメンライスやニラレバ炒め、鯖の味噌煮、鮭の塩焼き、けんちん汁、刺身、中華丼、麻婆豆腐、キムチ丼なども出しており、智絵から「メチャメチャ和風」と突っ込まれている。元々は画家として活動していたが、智絵の誕生をきっかけに店を開いた。
狩田 智絵（かるた ちえ）
声 - 小笠原茉莉
修平の娘。しっかり者。「かるちえ」の店名は智絵の名にちなんで付けられた。ゲーム好き。
染谷 源蔵（そめや げんぞう）
声 - 岡森諦／佐々木優太（子供時代）
まゆ子の1つ年下の幼馴染。岐阜から東京に出てきている。まゆ子のことが気になっており、しばしば実家（米屋）からの差し入れ（米やプラッシーなど）を持って「荏の花湯」に現れる。上京してから髪型をドレッドロックスにしたため、当初はまゆ子に気づかれなかった。年下にもかかわらずまゆ子を「茅ヶ崎」と名字で呼び捨てにしているが（子供時代は「お姉ちゃん」と呼んでいた）、まゆ子は気にしていない様子。
チャダ
声 - ALLAN SCHINTU
インドかぶれの宇宙人。濃い目の色の肌に髭、ターバンと、見た目もインドに拘っているが、その多くの知識は誤解の塊でできている。日本語も間違って覚えてしまったためか、下品な下ネタを平然と話す。全てカレー味がする食品のみを販売するコンビニ「AM11PM7」を経営。店は「荏の花宇宙人会」会場にも使われている。
カーナ
声 - 川上とも子
中国かぶれの宇宙人。チャダと同じく、かなり中国を誤解している。いつもパンダのアップリケの付いたチャイナドレスを着用し、髪型は2つに結ったお団子にパンダ柄のカバーを被せている。高飛車な性格で、言葉遣いは荒っぽい。荏の花再開発を求める活動をしている。渦を巻いた大きなアンテナを頭に持ち、北京放送や怪しい電波を受信する。ニアを「下等なアンテナ無し」とあからさまに差別するが、ニアからは「ぐるぐるキャンディ」と馬鹿にされている。一方で源蔵に思いを寄せる。「かるちえ」を「安っぽい定食屋」と揶揄しつつも、常連客として足しげく通っている。麻婆豆腐やキムチなど、激辛料理が好き。中華ファミレス「チャイナミラーズ」で働いているが、「給料が安い」といつも愚痴をこぼしている。
ジェロニモ本郷
声 - 千葉進歩
「荏の花宇宙人会」メンバー。かつてアンダー居住区に住んでいた宇宙人の青年で、居住区1番の出世頭。「宇宙貴族出身」という触れ込みで、TVタレントとして活動している。後にアンダー居住区出身である事や「貴族」の経歴詐称がばれてヨゴレの仕事しか来なくなり、意気消沈するが、ニアとの対話で吹っ切れ、持ち直した。頭にはチューリップ型のアンテナがある。
ジョージィ
声 - 私市淳
「荏の花宇宙人会」メンバー。ハワイかぶれで、アロハシャツを着ている。髪型はリーゼント。
ボービィ
声 - 桜井敏治
「荏の花宇宙人会」メンバー。アメリカかぶれで、ファーストフード好き。太目の体型。
長老
声 - 千田光男
「荏の花宇宙人会」メンバーの老人。いつも瀕死の状態で、水を求めている。
チャイナミラーズ店長
声 - 堀川仁
チャイナミラーズのウェイトレス
声 - 岡本奈美
銭湯の客
声 - 横尾博之

## スタッフ
原案のgKの“g”は、パイオニアLDC社員のジェロニモ本郷で『serial experiments lain』においても安倍と関わりのあるアニメプロデューサー、すなわちueda yasuyukiのことであり、この名義は他作品でも使用されている。作中でも宇宙人タレントとして登場する。コミックスにおいては、1巻の表紙見返しではシド・ヤンコビッチ・ジェロニモ本郷とされ、2巻ではカトゥーチャ・ビバノンノ・ジェロニモ本郷（10月、インドへ帰化）とされている。“K”は「糞先生」と名乗る人物。後に安倍が糞先生とは架空の人物であり，またモチーフは1人ではなく周りにたくさんいる安倍が「クソ野郎」と思える人物の集合であることを明かしている。コミックス上やHP上で安倍と「糞対談」なる対談を行っている。
- 原案 - gK
- オリジナルキャラクターデザイン - 安倍吉俊
- 監督・脚本 - 佐藤卓哉
- チーフディレクター - ところともかず
- アニメーションキャラクターデザイン - 柳田義明
- サブキャラクターデザイン - 田中雄一
- 舞台設計 - 山下明彦
- 美術監督 - 広瀬愛一郎
- 色彩設計 - 西表美智代
- 編集 - 瀬山武司
- 音楽 - 大輪好男
- 音響監督 - 鶴岡陽太
- プロデューサー - ueda yasuyuki、安部正次郎
- アニメーション制作 - トライアングルスタッフ
- 製作 - NieA製作委員会（パイオニアLDC、角川書店、TBSサービス、GENCO）

## 主題歌
オープニングテーマ「ここまでおいで」
作詞・作曲・歌 - SION
エンディングテーマ「ヴィーナスと小さな神様」（第1話 - 第12話）
作詞 - 菊地成孔 / 作曲 - 今堀恒雄 / 歌 - 山本麻里安
エンディングテーマ「KA MOA'E」（第13話）
歌 - 大輪好男（フリーダムF）
挿入歌「影」（第12話）
作詞・作曲・歌 - SION

## 各話リスト
| 話 | 放送日         | サブタイトル                       | 絵コンテ          | 演出              | 作画監督                              |
| -- | -------------- | ---------------------------------- | ----------------- | ----------------- | ------------------------------------- |
| 1  | 2000年 4月26日 | 宇宙人と、打ち上げUFOの湯          | 佐藤卓哉 山下明彦 | 松浦錠平          | 田中雄一                              |
| 2  | 5月10日        | 宇宙人と、暴れ宇宙風呂の湯         | 小林常夫          | 下司泰弘          | 安田好孝                              |
| 3  | 5月17日        | 宇宙人と、レディオノイズの湯       | 藪下昌二          | 神戸守            | 槙田一章                              |
| 4  | 5月24日        | 宇宙人と、新米ウェイトレスの湯     | 小林常夫          | 伊崎知子          | 高田晃                                |
| 5  | 5月31日        | 宇宙人と、激枯アミューズメントの湯 | 守岡博            | 山口美浩          | 丸英夫                                |
| 6  | 6月7日         | 宇宙人と、ライバル銭湯の湯         | 中村憲由          | 松浦錠平          | 中山大輔                              |
| 7  | 6月14日        | 母船と合コンと曇り空の湯           | 則座誠            | 下司泰弘          | 安田好孝                              |
| 8  | 6月14日        | ゆーうつと、夏のぬけがらの湯       | 神戸守            | 神戸守            | 槙田一章                              |
| 9  | 6月21日        | 接近遭遇と、雨上がりの湯           | 小林常夫          | 伊崎知子          | 下坂英男 高田晃                       |
| 10 | 6月28日        | 蛍火と、夜想曲の湯                 | 河本昇吾          | 山口美浩          | 丸英夫                                |
| 11 | 7月5日         | にあ・あんだーせぶんの湯（前編）   | 米田光宏          | 米田光宏          | 米田光宏                              |
| 12 | 7月12日        | にあ・あんだーせぶんの湯（後編）   | 神戸守            | ところともかず    | 関口雅浩 槙田一章                     |
| 13 | 7月19日        | 荏の花に、時は流れるの湯           | 佐藤卓哉          | 佐藤卓哉 下司泰弘 | 田中雄一、安田好孝 米田光宏、関口雅浩 |

## DVD
販売はパイオニアLDC。安倍吉俊描き下ろしジャケットや初回限定版全5枚入りBOX付などの特典がある。初期の単巻販売ではVHSビデオでも発売されていた。2005年には、DVD-BOXが発売されている。2015年には、Blu-ray-BOXが発売されている。
| タイトル・巻数        | 収録話          | 発売日         |
| --------------------- | --------------- | -------------- |
| ニアアンダーセブン 壱 | 第1話 - 第2話   | 2000年7月26日  |
| ニアアンダーセブン 弐 | 第3話 - 第5話   | 2000年8月25日  |
| ニアアンダーセブン 参 | 第6話 - 第8話   | 2000年9月22日  |
| ニアアンダーセブン 四 | 第9話 - 第11話  | 2000年10月25日 |
| ニアアンダーセブン 伍 | 第12話 - 最終話 | 2000年11月24日 |
| NieA_7 DVD-BOX        | 全話            | 2005年4月1日   |
| NieA_7 Blu-ray-BOX    | 全話            | 2015年12月2日  |

## 漫画
安倍とgKの共著の漫画。本作の物語を非常に凝縮した話。全体的なストーリーの流れこそほぼ同一だが、1話ごとの内容はかなり異なっている。全体的にテレビアニメ版よりハイテンションで、コメディ色が全面に押し出されている。
- 『ニア アンダーセブン』 角川書店〈角川コミックス・エース・エクストラ〉、全2巻
  1. 2000年7月1日、ISBN 4-04-713349-3
  2. 2001年3月29日、ISBN 4-04-713413-9
- 『安倍吉俊完全監修 NieA_7 SCRAP』 角川書店〈角川コミックス・エース・エクストラ〉
  1. 2001年6月、ISBN 4-04-713434-1
    - 番外編を収録
- 『NieA_7 Recycle』 角川書店〈角川コミックス・エース〉、全1巻
  1. 2012年10月26日発売、ISBN 978-4-04-120437-5
    - 角川コミックス・エース・エクストラ版に収録された作品を1冊にまとめた単行本